# La Fenellosa
La Fenellosa o La Fenellassa es un panel rocoso de pinturas rupestres pertenecientes al estilo esquemático. Está situado en el término municipal de Beceite, en la Provincia de Teruel en España. Forma parte del conjunto del Arte rupestre del arco mediterráneo de la península ibérica declarado Patrimonio de la Humanidad por la UNESCO en el año 1998 (ref. 874.618).

## Ubicación
El sitio está ubicado a medio camino entre el final de la ruta asfaltada de Beceite al Parrizal y las pasarelas del río Matarraña. Las pinturas de La Fenellosa se encuentran en la base de un peñasco calizo próximo a la fuente homónima, donde el río Matarraña se abre paso formando un estrechamiento del barranco.

## Historia arqueológica
Las pinturas rupestres de La Fenellosa fueron descubiertas por Carlos Forcadell en el año 1966 y estudiadas por Antonio Beltrán. En la actualidad se han conservado 8 figuras tratándose de 4 jinetes que cabalgan de pie sobre 4 cuadrúpedos.

## Descripción

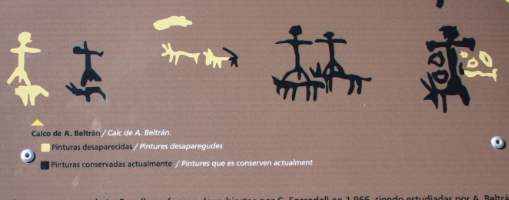
Un calco de las pinturas rupestres de la Fenellosa

Las pinturas rupestres de la Fenellosa pertenecen al estilo esquemático, que se caracteriza por la abstracción y simplificación de las representaciones de animales y seres humanos, que quedan reducidos a trazos verticales y líneas horizontales. Este estilo abarca desde el Neolítico a la Edad de los Metales y es la manifestación propia de sociedades sedentarias que ya conocen la agricultura y la domesticación de los animales, como se muestra en estas pinturas donde aparecen 4 cuadrúpedos, que se podrían corresponder a équidos o asínidos. Además hay 4 jinetes que no montan sino están puestos sobre la loma de unos tantos cuadrúpedos. Todas las figuras, pintadas en rojo, están mirando al río Matarraña manteniendo una línea horizontal.